# Јелена Хелц
Јелена Хелц (Београд, 16. септембар 1977) српска је телевизијска, позоришна, филмска и гласовна глумица и ТВ водитељка.
Основну школу и гимназију завршила је у Београду, а Академију уметности Универзитета у Новом Саду, у класи професорке Виде Огњеновић, 1997 - 2001. Дипломирала је 2001. године, представом „Змијин свлак“ у Центру за културну деконтаминацију. Од 2003. године је стални члан ансамбла Народног позоришта у Београду. Поред српског, говори и енглески, руски и немачки језик. За свог вереника Милана Весковића удала се 17. маја 2012. године. у Краљеву. Након удаје потпуно се повукла из јавног живота и посветила се породици. Мајка је четворо деце. Са породицом се 2015. године преселила у Румунију, а затим 2018. у Берлин, Немачку. 2020. године покренула је бракоразводну парницу, услед насиља у породици, почињеног према њој и њеној деци, од стране бившег супруга. Од 29. јануара до 20. децембра 2024. године је била водитељка емисије 'Кец на једанаест' на К1 телевизији јер је Александра Јефтановић напустила емисију и неколико месеци је емисију водио само Бошко Јаковљевић. По гашењу емисије Кец на једанаест, марта 2025. године постаје водитељка емисије Тражим реч, на телевизији Њузмакс Балканс, поред Далиборке Делибашић.